# Pratham Education Foundation
Die Pratham Education Foundation ist eine indische Nichtregierungsorganisation (NRO) im Bildungssektor und zählt zu den größten indischen NROs. Pratham wurde 1994 in Mumbai gegründet, um in Slums lebenden Kindern Vorschulunterricht zu ermöglichen. Mittlerweile hat es Zweigstellen in 22 indischen Bundesstaaten und Unionsterritorien sowie Schwesternorganisationen in den USA (Pratham USA), in Großbritannien (Pratham UK), in Schweden (Pratham Sweden) und in Australien (Pratham Australia). Gegründet wurde es von Farida Lambay und Madhav Chavan, dem früheren Geschäftsführer von Pratham und Träger des WISE Prize for Education (2012). Pratham wurde für seine Arbeit mit Millionen benachteiligter Kinder im Bereich Bildung u. a. mit dem Kravis Prize, dem BBVA Foundation Frontiers of Knowledge Award für Entwicklungszusammenarbeit sowie dem Skoll Award for Social Entrepreneurship ausgezeichnet.

## Geschichte und Ziele

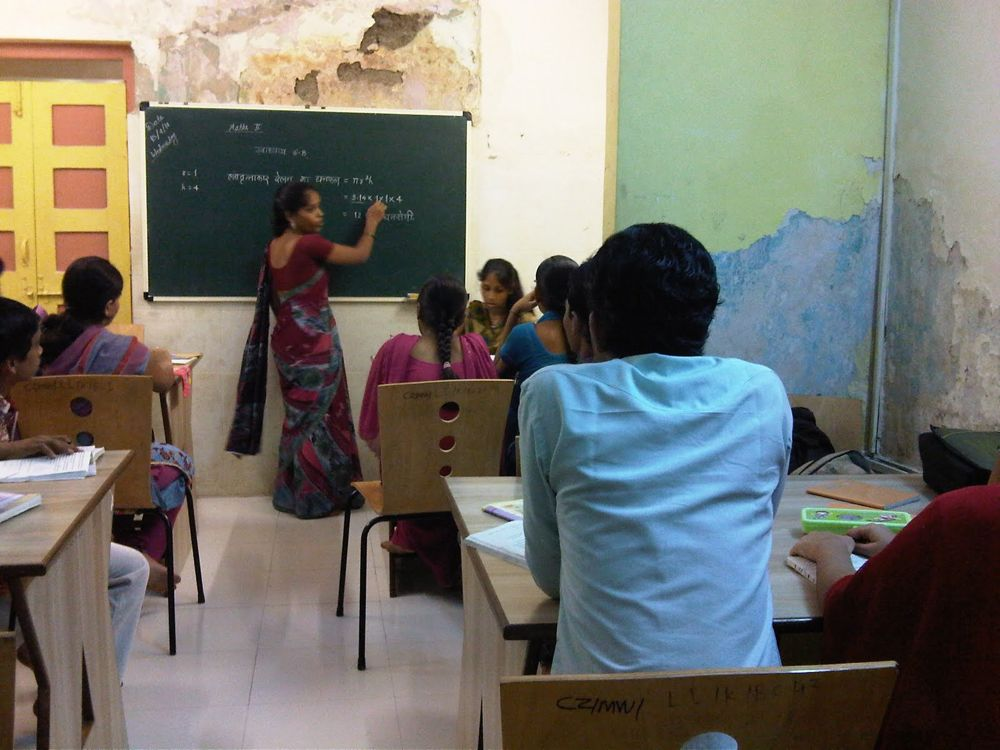
Mathematikklasse in Mumbai, 2010

Pratham ging 1994 aus der von UNICEF gegründeten Bombay Education Initiative in Bombay (heute Mumbai) hervor, deren Ziel eine dreiseitige Partnerschaft zwischen der indischen Regierung, Wirtschaft und Zivilgesellschaft zur Förderung der Grundschulbildung in Indien war. Die Gründung der Organisation wurde von UNICEF und der Stadt Bombay unterstützt.

Ursprünglich organisierte Pratham informelle Vorschulklassen für Kinder aus den Mumbaier Slums. Freiwillige wurden rekrutiert und ausgebildet, um die Kinder in ihren Wohnvierteln zu unterrichten, etwa in Büros, Tempeln und  Wohnungen. Dieses Programm, Pratham Balwadis genannt, verbreitete sich rasch an anderen Orten.

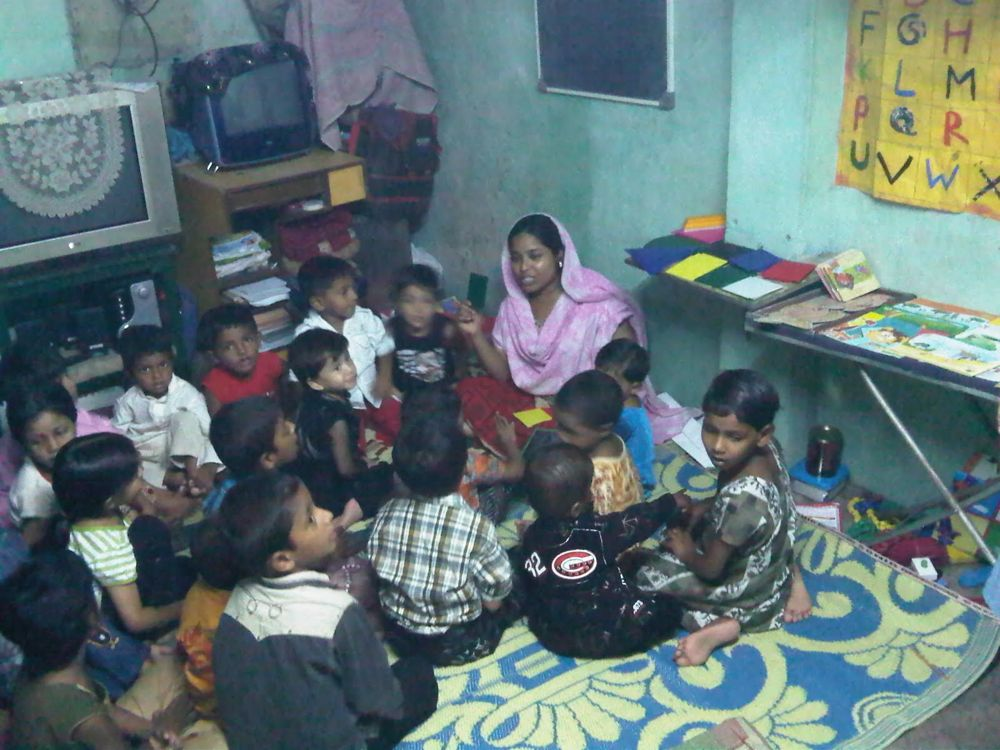
Vorschulklasse in Mumbai, 2010

Später entwickelte Pratham Programme zur Verbesserung der Grundkenntnisse von Schulkindern im Lesen und Rechnen sowie ein Brücken-Programm für  Kindern, die nicht die Schule besuchen. Zwischen 1999 und 2001 weitete die Organisation ihre Aktivitäten auf 19 indische Städte aus.
Das Motto der Organisation ist „Every Child in School & Learning Well“ („Jedes Kind besucht die Schule und lernt gut“). Ihr Ziel ist, dass alle indischen Kinder Zugang zu Bildung haben. Prathmans konzentriert sich besonders darauf, die Alphabetisierungsrate unter den stark benachteiligten Kindern in Indien zu erhöhen. Außerdem bemüht sich die Organisation darum, dass auch Kinder in den entlegenen und am stärksten von Gewalt betroffenen Gegenden Indiens Bildungsangebote erhalten. Um diese Ziele zu erreichen, entwickelt Pratham kostengünstige, nachhaltige Bildungsprogramme, die leicht reproduzierbar sind.
2011 wurde Pratham von der  US-amerikanischen Organisation GiveWell, die Charitys nach  Kriterien evaluiert und hinsichtlich ihrer Effektivität bewertet, als eine von sechs herausragenden Organisationen, an die eine Spende empfehlenswert ist, benannt.

## Arbeitsschwerpunkte
Zentrales Element der Arbeit von Pratham sind die Bildungsprogramme für indische Kinder, mit denen die Organisation nach eigenen Angaben 2019/20 4,5 Mio. Kinder erreicht hat. Neben dem Unterricht für Vorschulkinder organisiert die Organisation auch zusätzlichen Unterricht für Grundschul- und ältere Kinder. Seit seiner Gründung hat Pratham seine Aktivitäten stetig ausgeweitet.

### Annual Status of Education Report (ASER)
Seit 2005 führt Pratham jährlich eine standardisierte Untersuchung zur Bildungssituation in Indien durch, um aktuelle und robuste Daten zum Schulbesuch und zu den grundlegenden Lernerfolgen von Kindern im ländlichen Indien zu erheben. Es handelt sich um eine haushaltsbasierte Studie, bei der alle Kinder der ausgewählten Haushalte befragt werden, unabhängig davon, welchen Schultyp sie besuchen oder ob sie überhaupt in die Schule gehen. Neben den Daten zum Schulbesuch werden mithilfe von einheitlichen Tests Daten über die Grundkenntnisse der Kinder im Lesen, Rechnen und Textverständnis erhoben. Der ASER ist die größte von einer NGO durchgeführte Studie Indiens. Neben den periodisch durchgeführten National Achievement Surveys (NAS) des staatlichen National Council of Educational Research and Training (NCERT) ist die Studie die einzige derart umfassende und systematische Erhebung von Daten zu den Bildungserfolgen, sodass sie bei Diskussionen über das indische Bildungswesen häufig als Quelle dient.

### Read India
Nachdem die ASER-Studien 2005 und 2006 ergeben hatten, dass 50 '% der Kinder, die eine staatliche Schule besuchen, nach vier bis fünf Schuljahren nicht lesen und schreiben und keine einfachen Rechenaufgaben lösen können, wurde 2007 Read India ins Leben gerufen, um die Lese-, Schreib- und Rechenfertigkeiten von 6- bis 14-jährigen Kindern zu verbessern. Die Kinder werden von Lehrern sowie von Freiwilligen, die bei Pratham eine Ausbildung erhalten, unterrichtet. Read India hat insgesamt mittlerweile ca. 34 Mio. Kinder erreicht und konnte in mehreren indischen Bundesstaaten massive Verbesserungen der Literarilät erreichen. Parallel dazu startete Pratham die Kampagne Book for Every Child, die darauf zielt, dass jedes indische Kind zwischen fünf und zwölf Jahren ein Buch bekommt.

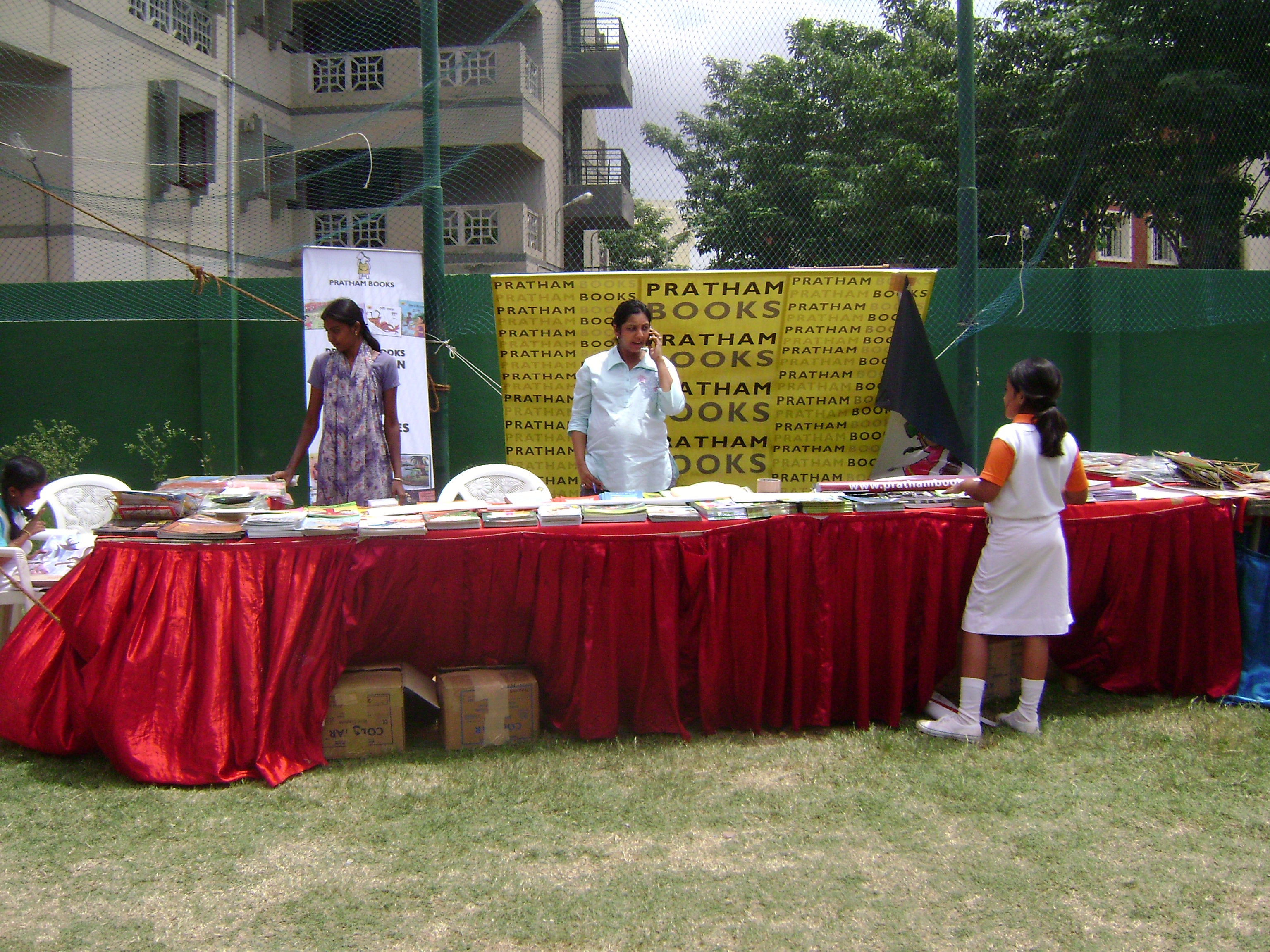
Bücherstand von Pratham Books

### Pratham Books
Der gemeinnützige Verlag wurde 2004 zur Ergänzung von Read India gegründet und produziert preisgünstige und hochwertige Kinderbücher. Er hat nach eigenen Angaben über 450 Originaltitel in 22 indischen Sprachen verlegt und über 14 Mio. Kinder erreicht.

### Weitere Aktivitäten
Das Programm Second Chance ermöglicht Menschen, die die Schule abgebrochen haben, einen Schulabschluss nachzuholen und wendet sich in erster Linie an Frauen. 2019/20 nahmen 3500 Mädchen/Frauen daran teil. In 21 indischen Bundesstaaten fördert Pratham digitales Lernen, u. a. durch das Programm Hybrid Learning (Hybrid-Lernen), ein gemeindebasiertes Bildungsprogramm mit digitaler Unterstützung, sowie durch die Förderung der Hardware- und Software-Ausstattung von Schulen in 21 indischen Bundesstaaten. 2005 wurde das Pratham Institute gegründet, das benachteiligten Jugendlichen eine Berufsausbildung und anschließend eine bezahlte Beschäftigung oder Unterstützung bei der Gründung eines eigenen Unternehmens anbietet. 2019/2020 erhielten 30.000 junge Menschen im Rahmen dieses Programms eine Ausbildung und eine darauf folgende Beschäftigung, davon waren 46 % Frauen. 1150 Personen wurden bei der Gründung eines eigenen Unternehmens unterstützt. Im selben Zeitraum wurden 40 neue berufliche Trainingszentren gegründet.

## Veröffentlichungen
- Hope Amidst Despair. An account of the lives and hopes of Pratham Children., Chatan Narain, Prathma Delhi, 2006.
- Sustaining Hope. Five Years Later. An account of the lives and hopes of Pratham Children. Akshar Narain, Pratham Delhi, 2006.
- Pratham Annual Reports